# カール・バーンスタイン
カール・バーンスタイン（Carl Bernstein, 1944年2月14日 - ）は、アメリカ合衆国のジャーナリスト。

## 経歴・人物
ワシントンD.C.出身。ユダヤ系アメリカ人。同僚ボブ・ウッドワードと共に、ウォーターゲートビル侵入事件を明らかにし、リチャード・ニクソン大統領を辞任に導いたワシントン・ポスト紙記者。1973年にピューリッツァー賞を含む多くの賞を受賞した。
1976年にワシントン・ポストを退社。ニューヨーク大学教授となり、ABCネットワークの上級特派員として働き、タイム誌に寄稿した。1981年にはワシントン・ポストに副編集長として戻った。
当時ニューヨーク・ポストの記者であり、のちにロマンティックコメディの脚本家兼映画監督となるノーラ・エフロンと結婚していた。マイク・ニコルズ監督、エフロン脚本の『心みだれて』で、その結婚生活がモデルにされた。
なお、苗字の実際の発音は「バーンスティーン」に近い。

## 著書
ボブ・ウッドワードとの共著
- 『大統領の陰謀 ニクソンを追いつめた300日』（All the President's Men） 
  - 常盤新平訳、立風書房 1974年、文藝春秋［文春文庫］、1980年、新版2005年
- 『最後の日々 続・大統領の陰謀』（The Final Days）
  - 常盤新平訳、立風書房上下 1977-1978年、文春文庫上下、1980年

マルコ・ポリチとの共著
- 『ヨハネ・パウロ2世と私たちの歴史』（His Holiness: John Paul II & the History of Our Time）

バーンスタイン単著
- 『マッカーシー時代を生きた人たち 忠誠審査・父と母・ユダヤ人』（Loyalties）
  - 奥平康弘訳、日本評論社、1992年

## 語録
「メディアは政府より強力です。しかし、私たちはその力を乱費しています（The media are more powerful than our government institutions, but we are squandering that power.）」 - 1999年